# Gassy
Gassy – wieś sołecka w Polsce, w województwie mazowieckim, w powiecie piaseczyńskim, w gminie Konstancin-Jeziorna.  Leży na terenie mikroregionu etnograficznego Urzecze. 
| SIMC    | Nazwa        | Rodzaj    |
| ------- | ------------ | --------- |
| 0003783 | Gassy-Kopyty | część wsi |

W latach 1975–1998 miejscowość administracyjnie należała do województwa warszawskiego.
Miejscowość położona nad Wisłą, która w tych okolicach jest szczególnie przyjazna dla wędkarzy (wiele główek i zatok). Wieś posiada własną straż i remizę strażacką. Znajduje się tam też klub piłkarski „Urzecze Gassy”. W sezonie 2024/2025 występuje w  Klasie B w grupie Warszawa V.
We wsi do końca lat 60. XX wieku znajdowała się przeprawa promowa przez Wisłę. Jej wschodni przyczółek położony jest w pobliżu Karczewa. Pamięci 23 poległych obrońców promu z września 1939 poświęcony jest pomnik położony obok zachodniego przyczółka. Latem 2014 roku przeprawa promowa została reaktywowana. Prom kursuje codziennie od kwietnia do listopada.
Od połowy lat 90. w Gassach funkcjonuje lotnisko, uważane przez niektóre media za nielegalne.
Od 2011 na ostrodze wiślanej organizowany jest „Flis Festiwal. Spotkanie kultur nadrzecznych na Łurzycu”, impreza przybliżająca olędersko-flisackie tradycje nadwiślańskiego Urzecza.
W lipcu 2018 roku miejscowość stała się obiektem doniesień medialnych za sprawą odnalezienia pięciometrowej wylinki pytona tygrysiego; do dziś nie odnaleziono gada.

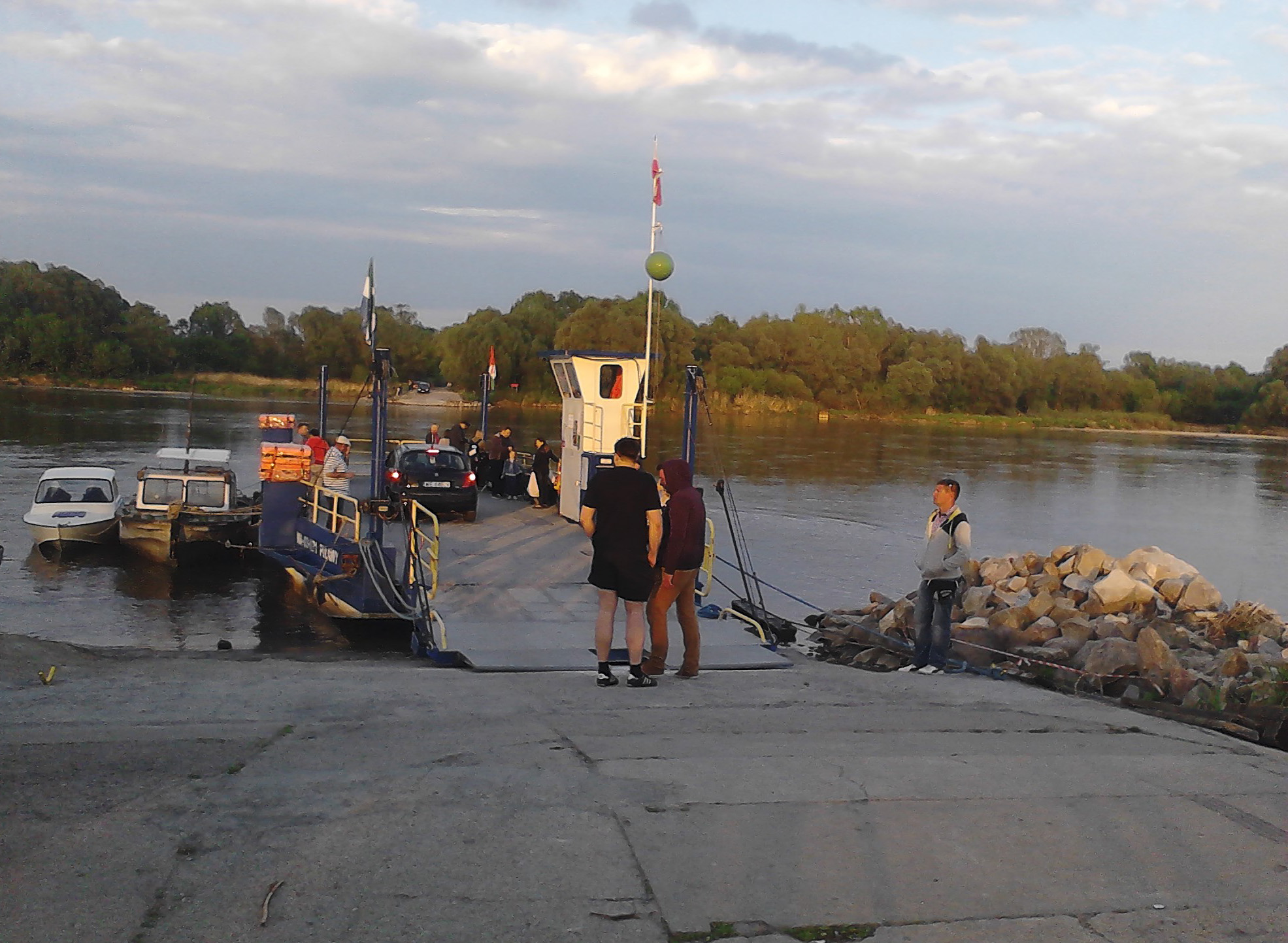
Prom w Gassach (2015)
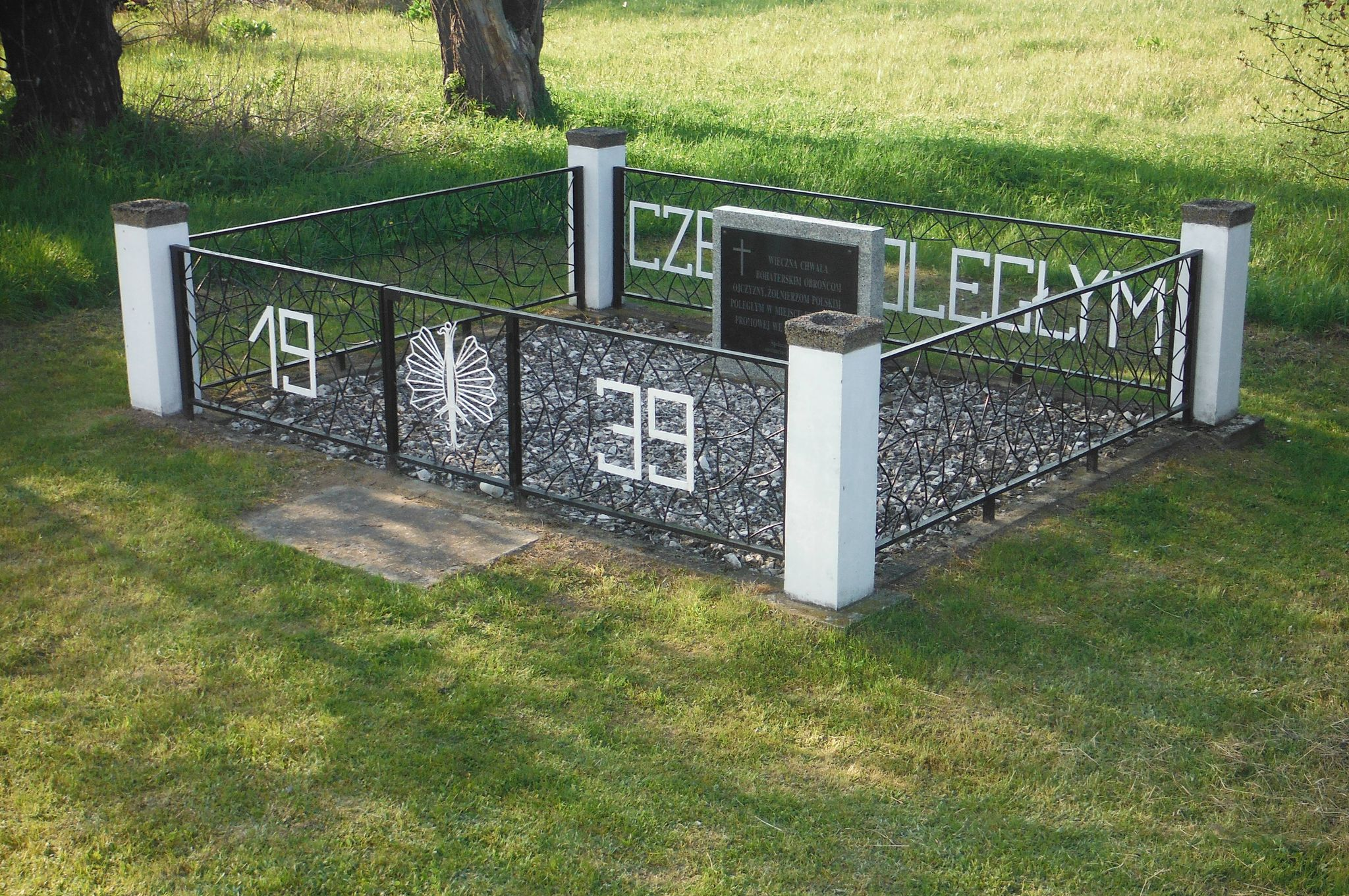
Pomnik obrońców promu
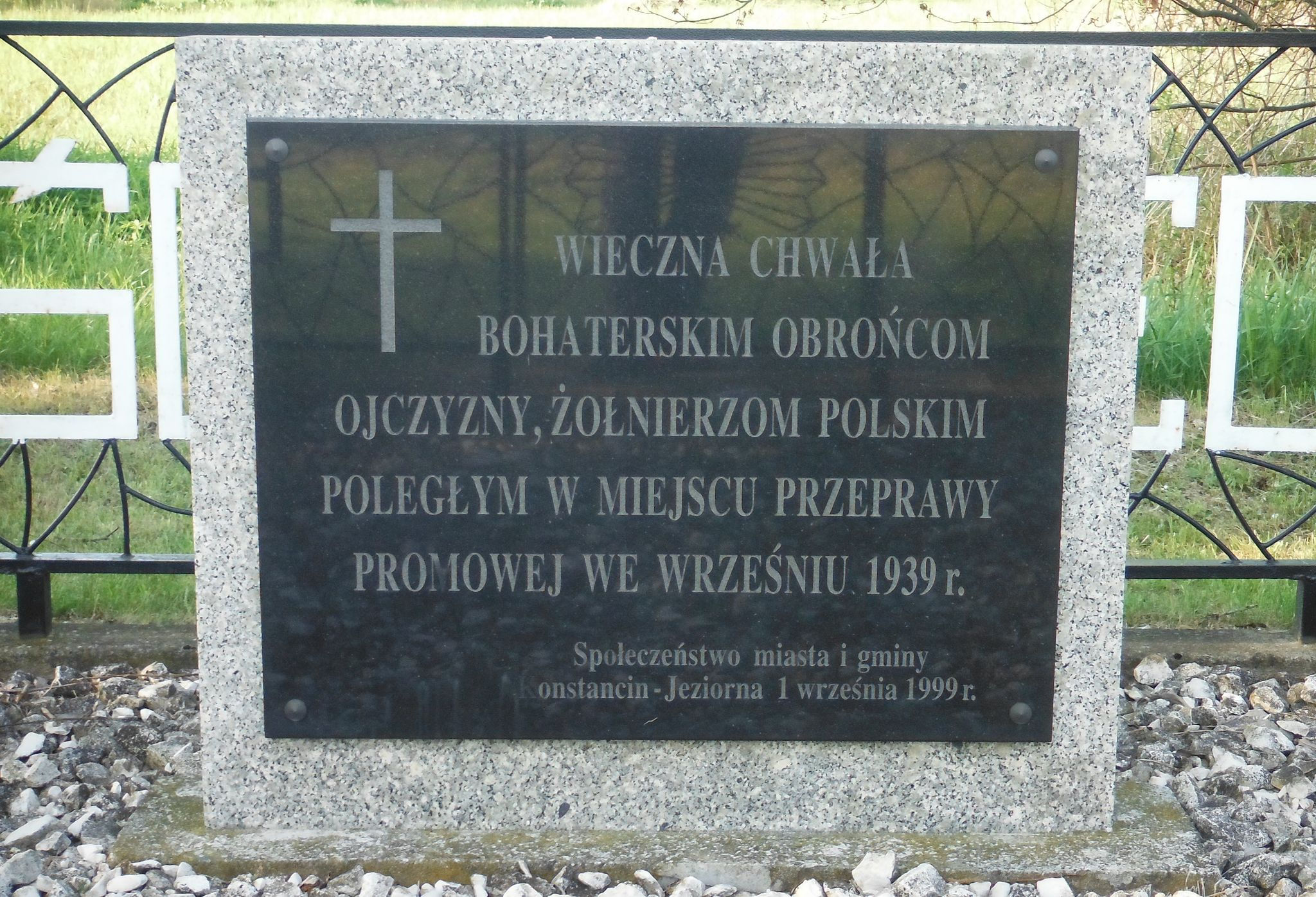
Tablica na pomniku
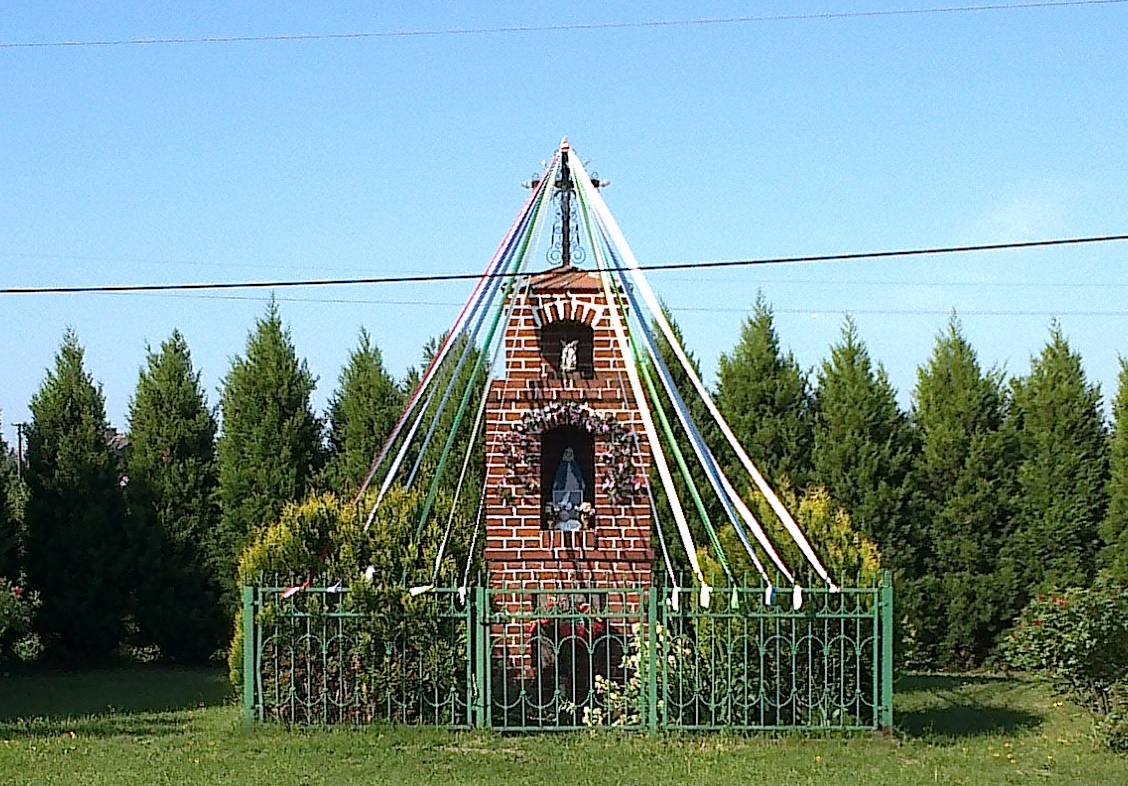
Kapliczka
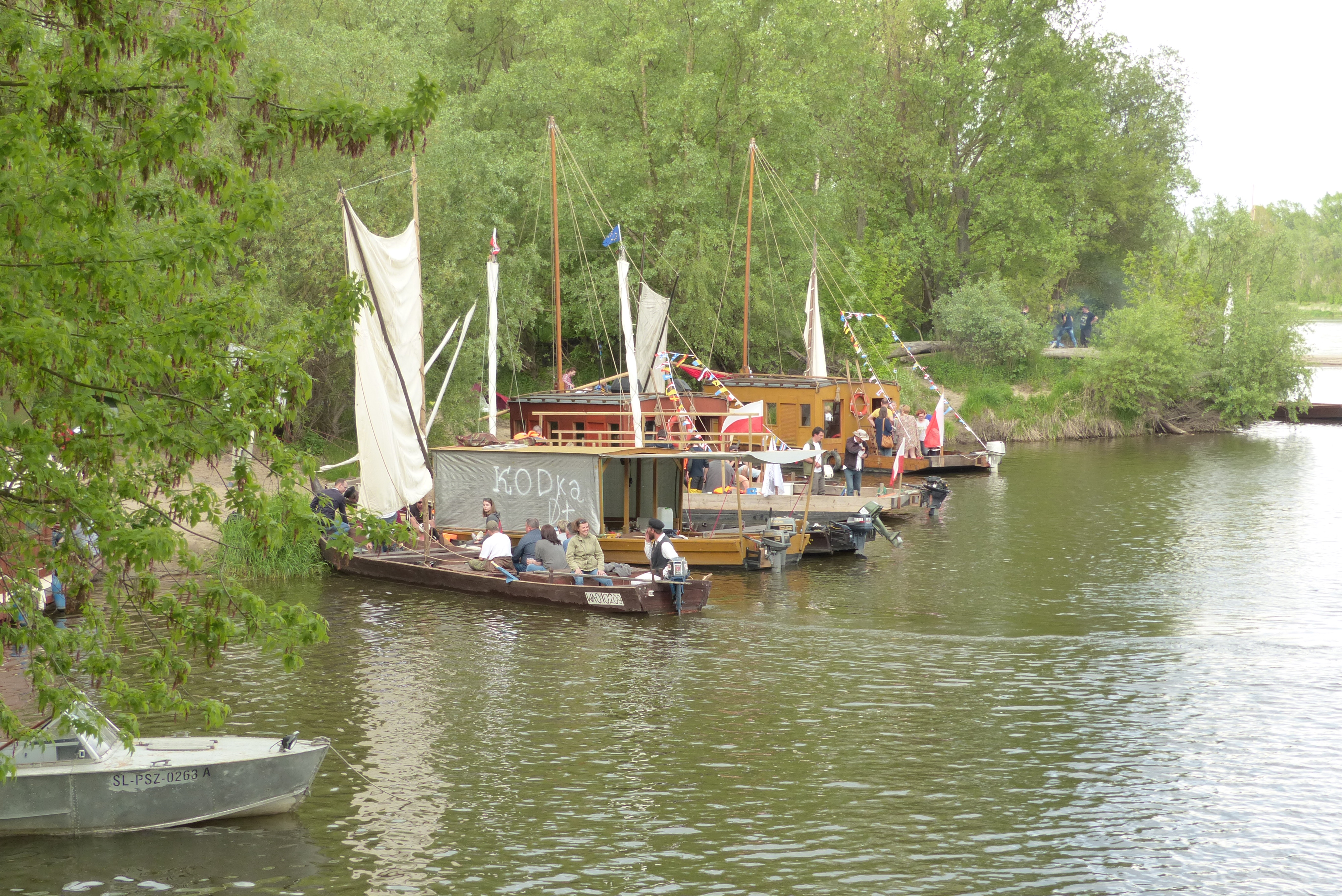
Flis Festiwal na Wiśle